# Махмуд Дарвиш
Махмуд Дарвиш (арап. مَحمُود دَرْوِيْش, латинизовано: ; Aл-Бирва, 13. март 1941 — Хјустон, 9. август 2008) био је палестински песник и писац који је сматран "палестинским националним песником" и "песником отпора".
Дарвиш је 1988. написао Палестинску декларацију о независности, која је била формална декларација за стварање државе Палестине. Освојио је бројне награде за своја дела. Дарвиш је користио Палестину као метафору за губитак Едена, рођење и васкрсење и патњу лишења имовине и изгнанства. Описан је као утеловљење и одраз "традиције политичког песника у исламу, човека од акције чија је акција поезија". Такође је служио као уредник неколико књижевних часописа у Израелу и на палестинским територијама. Дарвиш је писао на арапском, а такође је говорио енглески, француски и хебрејски језик.

## Живот и каријера
Махмуд Дарвиш рођен је 13. марта 1941. године у западној Галилеји, која је тада била под британском управом, у селу ал-Бирва. Био је друго дете Салима и Хоуреје Дарвиш. Долази из земљопоседничке породице. Мајка му је била неписмена, али га је деда научио да чита. Током арапско-израелског рата 1948. године његово село су заузеле израелске снаге и породица је побегла у Либан, прво у Џезин, затим у Дамур. Њихово родно село су сравниле и уништиле израелске одбрамбене снаге како би спречиле његове становнике да се врате својим домовима унутар нове јеврејске државе.
Годину дана касније, породица се вратила у област Акре, која је била део Израела, и настанила се у Деир ал-Асаду. Дарвиш је похађао средњу школу у Кафр Иасифу два километра северно од Јадеидија. Касније се преселио у Хаифу.
Са 19 година је објавио своју прву књигу поезије, Asafir bila ajniha, или "Птице без крила". У почетку је објављивао своје песме у Ал Јадиду, књижевном часопису Комунистичке партије Израела, чији је на крају постао уредник. Касније је био помоћник уредника Ал Фајра, књижевног часописа који је издала Израелска радничка партија. 
Дарвиш је 1970. године напустио Израел да би студирао у Совјетском Савезу (СССР). Годину дана је похађао Московски државни универзитет Ломоносов пре него што се преселио у Египат и Либан. Када се 1973. придружио Ослободилачкој организацији Палестине био му је забрањен поновни улазак у Израел.
1995. године се вратио да би присуствовао сахрани свог колеге Емила Хабибија, након што је добио дозволу да остане у Хаифи четири дана. Те године је Дарвишу дозвољено да се настани у Рамали, али је тврдио да се осећа као да тамо живи у изгнанству и да Западну обалу не сматра својом "приватном домовином".
Дарвиш је био два пута ожењен и разведен. Његова прва жена била је списатељица Рана Кабани. Након развода, средином 80-их, оженио се египатском преводитељицом Хајат Хини. Није имао деце. "Рита" из Дарвишових песама је била Јеврејка коју је волео док је живео у Хаифи. Та веза је била тема филма Write Down, I Am an Arab, режисерке Ибтисам Мараана Менухин, арапске муслиманке удате за Јевреја. (Такви односи су данас ретки али су били чешћи током периода палестинског мандата и међу комунистима, који су били уједињени класним сукобом.)
Дарвиш је имао проблеме са срцем. Доживео је срчани удар 1984. и имао је две операције срца 1984. и 1998. године.
Његова последња посета Израелу је била 15. јула 2007. године, када је присуствовао рециталу поезије у дворани Мт. Кармел у Хаифи. Тамо је критиковао фракцијско насиље између Фатаха и Хамаса као "покушај самоубиства на улицама".

### Политички погледи према Израелу
Дарвиш се сматра палестинским симболом и говорником арапске опозиције Израелу. Одбацивао је оптужбе везане за антисемитизам: "Оптужба је да мрзим Јевреје. Није пријатно што ме приказују као ђавола и непријатеља Израела. Ја нисам љубитељ Израела, наравно. Немам разлога да будем. Али ја не мрзим Јевреје." Дарвиш је писао на арапском, а такође је говорио енглески, француски и хебрејски, ког је описао као "језик љубави". Сматрао је себе делом јеврејске цивилизације која је постојала у Палестини и надао се помирењу Палестинаца и Јевреја. Када се то догоди, "Јевреј се неће стидети да пронађе арапски елемент у себи, а Арап се неће стидети да изјави да укључује јеврејске елементе".

## Наслеђе
Дарвиш се широко доживљава као палестински симбол и портпарол Палестинаца. Освојио је бројне награде и његов рад је објављен на 20 језика. Централна тема у Дарвишевој поезији је концепт watan или домовине. Песникиња Наоми Шихаб Нај је написала да је Дарвиш „есенцијални дах палестинског народа, елоквентни сведок изгнанства и припадности...“ Инспирисао је рад либијске текстилне уметнице Нур Џауде.
Поетско дело Махмуда Дарвиша било је предмет опсежних студија и анализа на неколико универзитета широм света. Такође је изазвало значајно интересовање у области превођења, што је довело до бројних студија и адаптација на разним језицима.
Међу најзначајнијим академским делима посвећеним целокупном Дарвишовом опусу је дисертација под називом „Махмуд Дарвиш, жртва у потрази за идентитетом“, коју је написао Марван Харб, истраживач либанског порекла. Ова дисертација, завршена на Националном институту за оријенталне језике и цивилизације (INALCO) у Француској, дубоко се бави темама егзила, идентитета и сећања које прожимају дело палестинског песника. Сматра се једним од најзначајнијих академских доприноса Дарвишу, истичући сложеност и богатство његовог књижевног наслеђа.

### Награда Махмуд Дарвиш за креативност
Фондација Махмуд Дарвиш основана је 4. октобра 2008. године као палестинска непрофитна фондација која „настоји да заштити културно, књижевно и интелектуално наслеђе Махмуда Дарвиша“. Фондација управља годишњом наградом Махмуд Дарвиш за креативност која се додељује интелектуалцима из Палестине и других земаља.

## Награде
- Лотус награда за књижевност (1969; од Удружења афро-азијских писаца)
- Лењинова награда за мир (1983; од СССР-а)
- Орден Витеза уметности и књижевности (1993; од Француске)
- Награда Ланнан Фондације за културну слободу (2001.)[32]
- Награда Ал Оваис (2002—2003.)
- Награда принца Клауса (2004.)
- "Босански стећак" (2007.)
- Златни венац Струшких вечери поезије (2007.)
- Награда Међународног форума за арапску поезију (2007.)[33]
- Међународна награда за поезију Аргана (2008. од Марока)[34]

## Смрт
Махмуд Дарвиш је преминуо 9. августа 2008. у 67. години живота, три дана након операције срца у болници Мемориал Херманн у Хјустону, Тексасу. Пре операције је потписао документ којим је тражио да га не оживљавају у случају смрти.

## Легат
Фондација Махмуда Дарвиша основана је 4. октобра 2008. године као палестинска непрофитна фондација која "настоји да заштити књижевно и интелектуално наслеђе Махмуда Дарвиша".

## Дела

### Поезија
- Asafir bila ajniha (Птице без крила), 1960.
- Awraq Al-Zaytun (Листови маслина), 1964.
- Bitaqat huwiyya (Лична карта), 1964.
- 'Asheeq min filasteen (Љубавник из Палестине), 1966.
- Akhir al-layl (Крај ноћи), 1967.
- Yawmiyyat jurh filastini (Дневник палестинске ране), 1969.
- Habibati tanhad min nawmiha (Моја вољена се буди), 1969.
- al-'Asafir tamut fi al-jalil (Птице умиру у Галилеји), 1970.
- Uhibbuki aw la uhibbuki (Волим те, не волим те), 1972.
- Jondiyyun yahlum bi-al-zanabiq al-baidaa' (Војник који сања о белим љиљанима), 1973.
- Muhawalah raqm 7 (Покушај број 7), 1974.
- Tilka suratuha wa-hadha intihar al-ashiq (То је њена слика, а то је самоубиство њеног љубавника), 1975.
- Ahmad al-za'tar, 1976.
- A'ras (Венчања), 1977.
- al-Nasheed al-jasadi (Телесна химна), 1980.
- Qasidat Bayrut (Ода Бејруту), 1982.
- Madih al-zill al-'ali (Хвалоспев за високу сенку), 1983.
- Hiya ughniyah, hiya ughniyah (То је песма, то је песма), 1985.
- Ward aqall (Мање ружа), 1985.
- Ma'asat al-narjis, malhat al-fidda (Трагедија нарциса, комедија сребра), 1989.
- Ara ma oreed (Видим оно што желим), 1990.
- Ahad 'asher kaukaban (Једанаест планета), 1992.
- Sareer al-ghariba (Кревет странца), 1998.
- Jidariyya (Мурал), 2000.
- Halat Hissar (Опсадно стање), 2002.
- La ta'tazer 'amma fa'alta (Не извињавај се за оно што си учинио), 2004.
- al-A'amal al-jadida (Нова дела), 2004.
- al-A'amal al-oula (Рана дела), 2005.

### Проза
- Shai'on 'an al-wattan (Нешто у вези домовине), 1971.
- Youmiat muwaten bala watan (Дневник грађанина без државе), 1971.
- Wada'an ayatuha al-harb, wada'an ayuha al-salaam (Збогом рату, збогом миру), 1974.
- Yawmiyyat al-hozn al-'aadi (Дневник уобичајене туге), 1973.
- Dhakirah li-al-nisyan (Успомена за заборав), 1987.
- Fi wasf halatina (Описивање нашег стања), 1987.
- al-Rasa'il (Писма), 1990.
- Aabiroon fi kalamen 'aaber (Обилазници у заобилазним световима), 1991.
- Fi hadrat al-ghiyab (У присуству одсуства), 2006.
- Athar alfarasha (Река умире од жеђи), 2009.